# 변종
변종(變種; 영어: variety 또는 mutant) 개체군 중에서 기본적인 점에서는 명확하게 통일종임이 인정되지만 반면에 분명하게 차이가 있는, 주로 지방적인 개체군을 말하다. 이는 같은 종이면서 기준 표본의 종과 형태의 일부분이나 생리적 성질이 다른 것을 의미한다.
생물의 분류 단계상 종(種) 이하로 취급되며, 아종보다는 낮고, 품종보다는 높은 단계에 속한다.
생물학에서는 인간은 처음에 동물의 세계에서 자연의 변종으로 출현하였다고 한다. 장미 경우에는 이만여 종의 변종이 재배되고 있다.

## 같이 보기
- 변이체
- 아종
- 품종

## 참고 자료
- 이 문서에는 다음커뮤니케이션(현 카카오)에서 GFDL 또는 CC-SA 라이선스로 배포한 글로벌 세계대백과사전의 내용을 기초로 작성된 글이 포함되어 있습니다.